# 敦煌飞天通用航空
敦煌飞天通用航空有限公司，为敦煌市一家由中国民用航空局批准成立的通用航空企业，该公司在鸣沙山月牙泉等景区经营空中游览、空中航拍等业务，该公司拥有直升机、固定翼飞机等。

## 历史
2020年6月，张树鹏在敦煌鸣沙山月牙泉景区完成了在鸣沙山月牙泉景区的翼装飞行计划，2021年4月1日，该公司正式开启当年的直升机滑翔机空中游览业务。2022年，该公司三架直升机参加神舟十三号飞船回家保障备勤任务。